# Murallas de Nicosia
Las murallas de Nicosia, también conocidas como murallas venecianas, forman el recinto amurallado alrededor de Nicosia, la capital de Chipre. Los primeros muros de la ciudad se construyeron en la Edad Media, pero la República de Venecia los reconstruyó completamente a mediados del siglo XVI. El complejo todavía están prácticamente intacto y se encuentra entre las fortificaciones renacentistas mejor conservadas del Mediterráneo oriental. Nicosia, como Palmanova en Italia y La Valeta en Malta, fue un ejemplo de ciudad ideal del Renacimiento, gracias a sus fortificaciones y a que su vida urbana se desarrollara en los confines de la urbe.

## Historia
La primera fortificación de Nicosia fue un castillo construido en 1211, durante el período Lusignan. El rey Pedro I construyó la llamada torre Margarita en 1369, en tanto que posteriormente Pedro II la demolió y erigió las primeras fortificaciones que rodeaban toda la ciudad.
Chipre pasó a formar parte de la república de Venecia en 1489. Aunque los gobernadores venecianos de la ciudad enfatizaron la necesidad de fortificar su terreno, en un principio no se propusieron iniciativas para mejorar las estructuras militares. No fue hasta que ocurrió el Gran Sitio de Malta en 1565 que aumentó el temor a la expansión del Imperio otomano y muchos estados cristianos en el Mediterráneo comenzaron a fortalecer sus defensas.
En 1567, los venecianos decidieron fortificar la ciudad y encargaron a los ingenieros militares italianos Giulio Savorgnan y Francesco Barbaro el diseño de las nuevas estructuras militares. Las murallas medievales, que los ingenieros habían considerado inadecuadas para defender la ciudad, fueron demolidas para dar paso a los nuevos muros. Los venecianos también derribaron varias casas, iglesias y palacios dentro de la urbe, así como edificios fuera de las nuevas murallas, tanto para adquirir materiales de construcción como para tener un campo de visión más claro para la defensa de sus dominios.

### Tras las expansiones del Imperio otomano

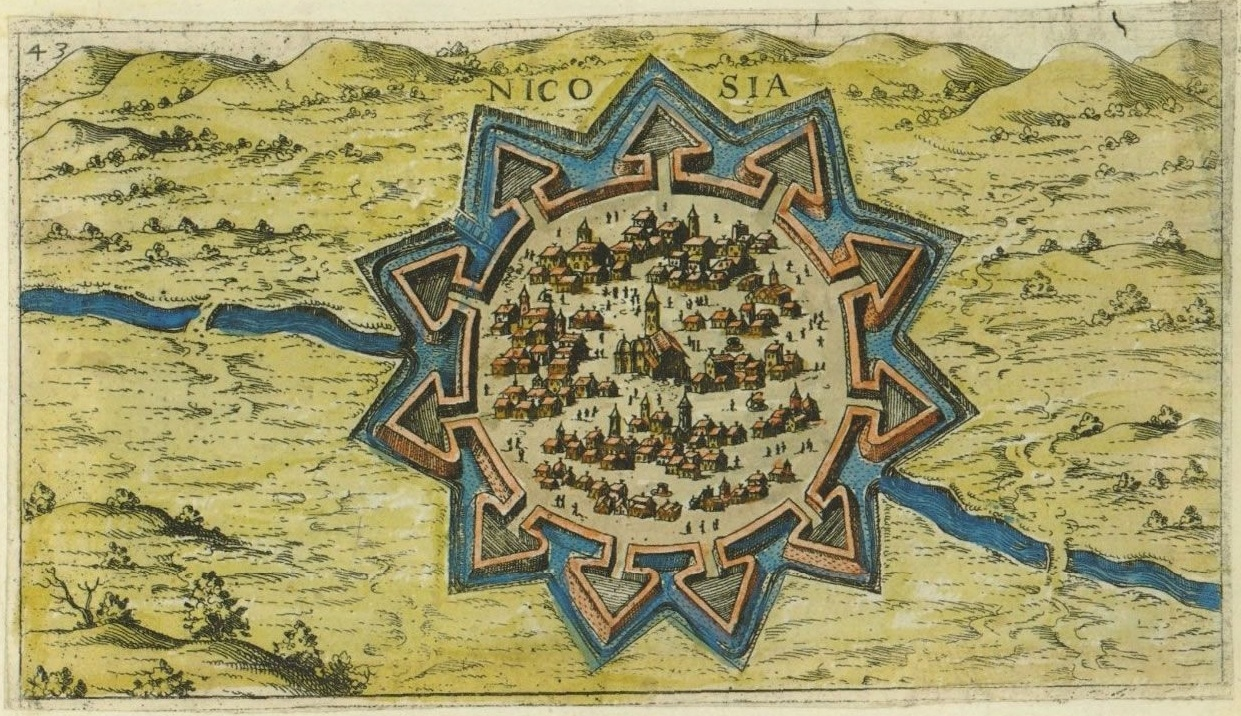
Mapa de la ciudad de Nicosia hacia 1597.

La cuarta guerra otomano-venecia estalló cuando las fortificaciones aún estaban incompletas. Los otomanos bajo el mando de Pialí Bajá invadieron Chipre el 1 de julio de 1570 y comenzaron el asedio de Nicosia el día 22 del mismo mes. La ciudad resistió hasta el 9 de septiembre, cuando los otomanos rompieron el muro del bastión de Podocattaro. Entonces, los invasores mataron a los defensores y capturaron a los habitantes restantes.
Tras el fin del asedio, Lala Mustafa Pasha dejó una guarnición de cuatro mil soldados y mil jinetes en la ciudad. A partir de entonces, el núcleo urbano experimentó un constante declive. Aunque los otomanos repararon las fortificaciones después del sitio, a principios del siglo XVII se encontraban deterioradas, lo que dejaba a Nicosia prácticamente indefensa.
La ciudad finalmente comenzó a mejorar su situación a mediados del siglo XIX. El urbanismo todavía estaba confinado dentro de las murallas cuando los británicos ocuparon Chipre en 1878. En 1879 se hizo una abertura cerca de la puerta de Paphos para facilitar el acceso a los alrededores. Se abrieron más espacios dentro de las murallas durante el siglo XX.

## Descripción
La estructura urbana de Nicosia está determinada por la planta circular de las murallas que se construyeron durante el período veneciano. El recinto cuenta con once bastiones y tres portales venecianos —la puerta de Kyrenia, Famagusta y Paphos—, diseñados para permitir la entrada a la ciudad rodeada por las murallas. A pesar de esto, las fortificaciones tenían varias deficiencias, principalmente porque aún estaban incompletas cuando fueron capturadas por los otomanos. Los bastiones no tienen piazza-bassa ni caballeros, y los muros cortina son bastante bajos en comparación con otras murallas de la ciudad contemporánea, como las de Heraclión y La Valeta. El complejo también carecía de obra exterior.